# Sint-Gilliskerk (Chaineux)

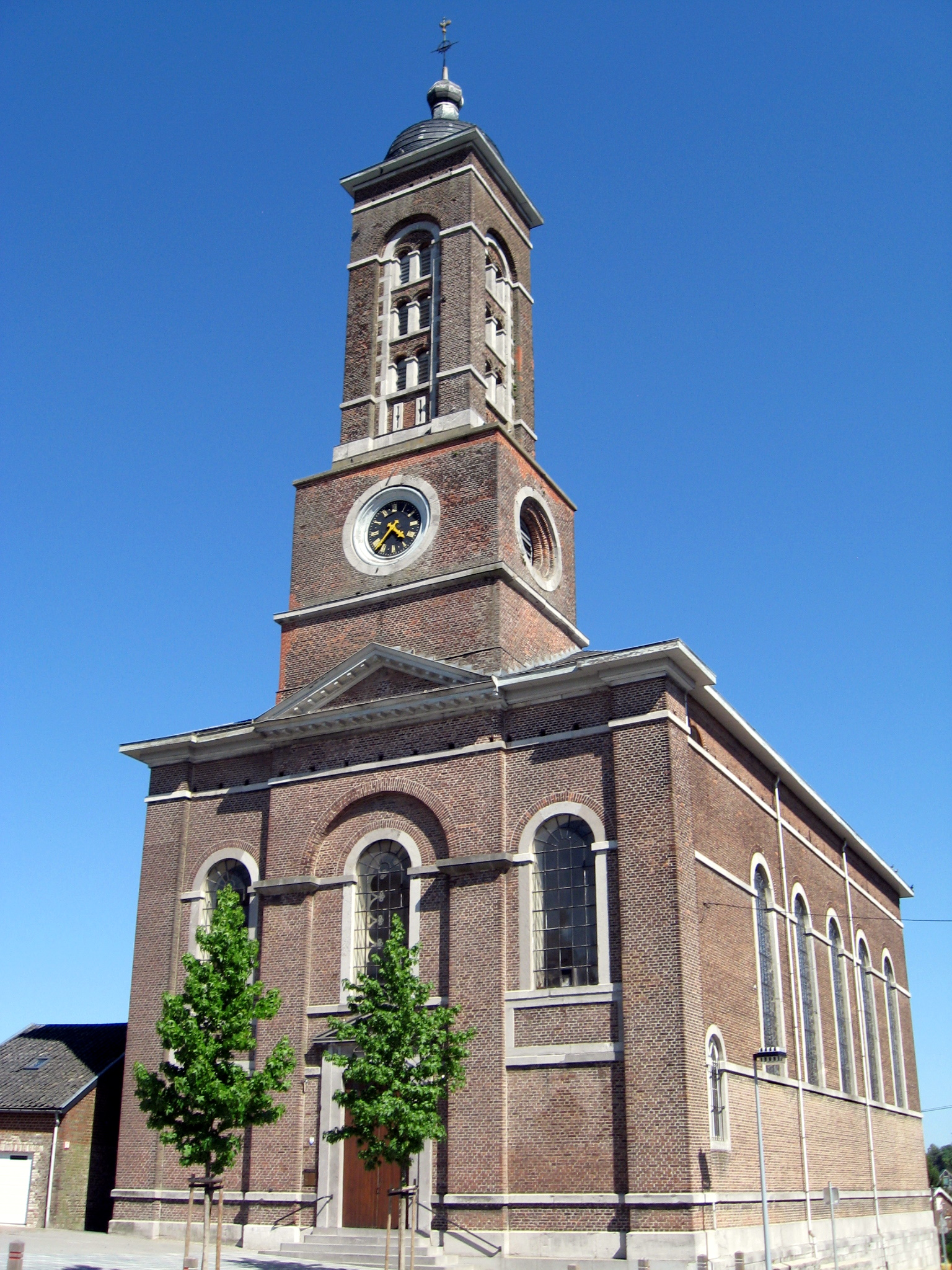
Sint-Gilliskerk

De Sint-Gilliskerk (Église Saint-Gilles) is de parochiekerk van de tot de Belgische gemeente Herve behorende plaats Chaineux, gelegen aan de Rue du Village.

## Geschiedenis
In 1676 werd een kapel gebouwd die gewijd was aan Sint-Gillis en Sint-Lucia. Aanvankelijk was deze kapel ondergeschikt aan de parochie van Herve, maar in 1703 werd ze verheven tot parochiekerk.
Te klein geworden, werd ze gesloopt en van 1835-1837 werd een nieuwe kerk gebouwd naar ontwerp van Jean-Noël Chevron.

## Gebouw
Het is een eenbeukige kerk in neoclassicistische stijl, gebouwd in baksteen met kalkstenen omlijstingen. De kerk oogt streng rechthoekig, hoewel zich aan de oostzijde een lager, smaller en halfcirkelvormig afgesloten koor bevindt.
De ingebouwde vierkante toren heeft nog een smallere klokkenverdieping, bekroond met een helmdak. De voorgevel toont pilasters in baksteen en twee driehoekige frontons.

## Interieur
Charles Meunier voorzag het gebouw van enkele muurschilderingen (1891-1892). Veel kerkmeubilair is uit de tijd van de bouw (omstreeks 1850). Enkele werken, zoals een schilderij van de Heilige Familie, zijn ouder (omstreeks 1750). Van Renier Rendeux (1736) zijn enkele heiligenbeelden in houtsnijwerk: Maria met Kind, en twee aanbiddende engelen. Een Johannes de Doper en een Sint-Jozef zijn van omstreeks 1705. Daarnaast zijn er een aantal 19e-eeuwse heiligenbeelden, onder meer van de hand van Alexandre de Tombay.